# Стволинский, Юрий Моисеевич
Юрий Моисеевич Стволинский (29 августа 1919, Петроград — 1998 , Санкт-Петербург) — советский и российский писатель, журналист, специальный корреспондент газеты «Ленинградская правда» в 1952—1980 годах. Участник Великой Отечественной войны. Член Союза журналистов СССР.

## Биография
Стволинский Юрий (Юлий) Моисеевич родился 29 августа 1919 года в Петрограде. После окончания средней школы поступил в Государственный институт журналистики имени В. В. Володарского в Ленинграде, который окончил в 1940 году. Был призван в ряды РККА. С первых дней Великой Отечественной войны участвовал в боях, был ранен, инвалид войны. В годы войны был награждён двумя орденами и тремя медалями СССР. После окончания войны служил военным корреспондентом газеты Краснознамённого Балтийского флота. Продолжал службу в рядах Вооружённых сил до начала 1950-х годов.
Со второй половины 1950-х годов работал специальным корреспондентом газеты «Ленинградская правда», а также публиковался в газетах «Водный транспорт», «Полярная правда». Работая журналистом в Ленинграде и Ленинградской области, Стволинский был очевидцем и летописцем возрождения и строительства нового города. Он писал о проектировании и строительстве Ленинградского метрополитена, который является самым глубоким в мире по средней глубине залегания станций, его перу принадлежат репортажи о создании Ленинградской атомной электростанции, радиотелескопа Пулковской обсерватории, телебашни городского телевидения и т. д.
Умер Юрий Моисеевич летом 1998 года, с ним случился инфаркт, машина скорой помощи не успела довезти его до больницы.
Урна с прахом захоронена в колумбарии Санкт-Петербургского крематория.

## Творчество
В 1957 году издательством «Крымиздат» была опубликована его первая книга «Потомству в пример» о российском военном моряке, капитане 1-го ранга А. И. Казарском и подвиге брига «Меркурий» во время русско-турецкой войны 1828—1829 годов. В 1963 году данная книга была значительно дополнена и выпущена Воениздатом под названием «Герои брига „Меркурий“» 65-ти тысячным тиражом.
В 1970-е годы выходили его книги очерков и репортажей о солдатах Великой Отечественной войны и созидателях нового облика Ленинграда.
В 1987 году вышли две книги, основанные на газетных публикациях Стволинского об известных и малоизвестных кораблестроителях, первых создателях советского флота: «Конструкторы подводных кораблей» и «Конструкторы надводных кораблей».

## Семья
Был женат дважды. С первой женой прожил почти всю жизнь, детей у них не было; развёлся. Вторая жена Нина, сын. Стволинский развёлся, но потом вновь семья объединилась.

## Награды
- орден Отечественной войны II степени (15.06.1945, 06.04.1985)
- орден Красной Звезды (31.07.1944).
- медали